# Made in the USA (песня)
Made In The USA (рус. «Сделана в США») — второй сингл из 4-го сольного альбома американской певицы и актрисы Деми Ловато под названием «DEMI». Релиз сингла состоялся в июле 2013 года, релиз клипа — 17 июля.
Общая продолжительность видео 4 минуты 45 секунд.

## Создатели
- Авторы песни — Jonas Jeberg, Jason Evigan, Corey Chorus, Blair Perkins, Demi Lovato
- Продюсирование — Jonas Jeberg

## Позиции в чартах
| Чарт (2013)          | Позиция |
| -------------------- | ------- |
| US Billboard Hot 100 | 80      |

## История релизов и появления на радио
| Страна | Дата выпуска | Формат                 | Лейбл             |
| ------ | ------------ | ---------------------- | ----------------- |
| США    | 16 июля 2013 | Contemporary hit radio | Hollywood Records |